# Tombs Creatius
Tombs Creatius és una companyia d'arts de carrer que realitza intervencions artístiques efímeres a l'espai públic en forma de jocs d'habilitat que desafien l'enginy i la curiositat del públic. Una de les seves creacions més conegudes és la PUK Cinema Caravana, un projecte desenvolupat conjuntament amb l'artista gràfic Carles Porta, que consisteix en un cinema itinerant instal·lat en una petita caravana on poder veure pel·lícules úniques, amb només set places en cada sessió.